# Natație la Jocurile Olimpice de vară din 2020 - 400 m mixt (masculin)
Proba de înot 400 de metri mixt masculin de la Jocurile Olimpice de vară din 2020 a avut loc în perioada 24-25 iulie 2021 la Tokyo Aquatics Centre.

## Recorduri
Înaintea acestei competiții, recordurile mondiale și olimpice erau următoarele:
| Record  | Atlet                | Timp    | Loc            | Data           |
| ------- | -------------------- | ------- | -------------- | -------------- |
| Mondial | Michael Phelps (USA) | 4:03,84 | Beijing, China | 10 august 2008 |
| Olimpic | Michael Phelps (USA) | 4:03,84 | Beijing, China | 10 august 2008 |

## Program
Orele sunt ora Japoniei (UTC+9) 
| Data                    | Timp  | Etapă      |
| ----------------------- | ----- | ---------- |
| Sâmbătă, 24 iulie 2021  | 19:00 | Calificări |
| Duminică, 25 iulie 2021 | 10:30 | Finala     |

## Rezultate

### Calificări
Primii opt concurenți s-au calificat în finală indiferent de cursa din calificări în care au participat.
| Loc | Cursă | Culoar | Sportiv               | Țară                       | Timp    | Note               |
| --- | ----- | ------ | --------------------- | -------------------------- | ------- | ------------------ |
| 1   | 4     | 6      | Brendon Smith         | Australia                  | 4:09,27 | C                  |
| 2   | 3     | 3      | Lewis Clareburt       | Noua Zeelandă              | 4:09,49 | C, Record național |
| 3   | 3     | 4      | Chase Kalisz          | Statele Unite ale Americii | 4:09,65 | C                  |
| 4   | 3     | 5      | Dávid Verrasztó       | Ungaria                    | 4:09,80 | C                  |
| 5   | 4     | 2      | Alberto Razzetti      | Italia                     | 4:09,91 | C                  |
| 6   | 4     | 5      | Jay Litherland        | Statele Unite ale Americii | 4:09,91 | C                  |
| 7   | 4     | 3      | Léon Marchand         | Franța                     | 4:10,09 | C                  |
| 8   | 3     | 6      | Max Litchfield        | Marea Britanie             | 4:10,20 | C                  |
| 9   | 4     | 4      | Daiya Seto            | Japonia                    | 4:10,52 |                    |
| 10  | 4     | 7      | Wang Shun             | China                      | 4:10,63 |                    |
| 11  | 3     | 2      | Yuki Ikari            | Japonia                    | 4:12,08 |                    |
| 12  | 4     | 1      | Jacob Heidtmann       | Germania                   | 4:12,09 |                    |
| 13  | 3     | 1      | Péter Bernek          | Ungaria                    | 4:12,38 |                    |
| 14  | 3     | 7      | Apostolos Papastamos  | Grecia                     | 4:12,50 |                    |
| 15  | 2     | 4      | Joan Lluís Pons       | Spania                     | 4:12,67 |                    |
| 16  | 2     | 6      | Se-Bom Lee            | Australia                  | 4:15,76 |                    |
| 17  | 2     | 5      | Arjan Knipping        | Olanda                     | 4:15,83 |                    |
| 18  | 2     | 2      | Maxim Stupin          | COR                        | 4:16,21 |                    |
| 19  | 4     | 8      | Pier Andrea Matteazzi | Italia                     | 4:16,31 |                    |
| 20  | 1     | 5      | José Paulo Lopes      | Portugalia                 | 4:16,52 |                    |
| 21  | 3     | 8      | Brodie Williams       | Marea Britanie             | 4:17,27 |                    |
| 22  | 2     | 8      | Jarod Arroyo          | Puerto Rico                | 4:17,46 |                    |
| 23  | 2     | 7      | Richard Nagy          | Slovacia                   | 4:18,29 |                    |
| 24  | 1     | 4      | Tomas Peribonio       | Ecuador                    | 4:18,73 |                    |
| 25  | 2     | 1      | Wang Hsing-hao        | Taipeiul Chinez            | 4:19,06 |                    |
| 26  | 2     | 3      | Maksym Shemberev      | Azerbaidjan                | 4:19,40 |                    |
| 27  | 1     | 3      | Ron Polonsky          | Israel                     | 4:21,50 |                    |
| 28  | 1     | 6      | Christoph Meier       | Liechtenstein              | 4:25,17 |                    |
| 29  | 1     | 2      | Luis Vega Torres      | Cuba                       | 4:27,65 |                    |

### Finala
| Loc | Culoar | Sportiv          | Țară                       | Timp    | Note |
| --- | ------ | ---------------- | -------------------------- | ------- | ---- |
| 1   | 3      | Chase Kalisz     | Statele Unite ale Americii | 4:09,42 |      |
| 2   | 7      | Jay Litherland   | Statele Unite ale Americii | 4:10,28 |      |
| 3   | 4      | Brendon Smith    | Australia                  | 4:10,38 |      |
| 4   | 6      | Dávid Verrasztó  | Ungaria                    | 4:10,59 |      |
| 4   | 8      | Max Litchfield   | Marea Britanie             | 4:10,59 |      |
| 6   | 1      | Léon Marchand    | Franța                     | 4:11,16 |      |
| 7   | 5      | Lewis Clareburt  | Noua Zeelandă              | 4:11,22 |      |
| 8   | 2      | Alberto Razzetti | Italia                     | 4:11,32 |      |